# ウマウマ! 〜アノミズキのビギナー育成TV〜
『ウマウマ! 〜アノミズキのビギナー育成TV〜』(ウマウマあのみずきのビギナーいくせいティービー)は、フジテレビにて、2023年10月8日（7日深夜）から2024年12月22日（21日深夜）まで放送していた毎週日曜日未明（土曜日深夜）の競馬情報バラエティ番組。

## 概要
本番組では、競馬ビギナーのタレントである「あの」が、競馬好きの父親という立場に立つフジテレビの佐野瑞樹のサポートの下、競馬についてのあらゆることを学んでいく番組である。
また、「あの」を競馬好きに育て上げるべく、“ウマウマ!キラキラ調教師”として、ロック歌手かつタレントのDAIGOがみっちりと鍛え上げつつ、日曜日に開催される中央競馬のレースについての情報もレクチャーする。
2024年12月22日放送分を以って終了。2025年1月5日より後番組として『うまレボ!』が放送されている。

## 出演者
- あの（タレント）
- DAIGO（ロック歌手）
- 佐野瑞樹（フジテレビアナウンス室 シニア局次長待遇）
- 佐藤賢治（ナレーター）

## スタッフ
- 統括プロデューサー：小室俊一
- プロデューサー：山田圭祐
- チーフディレクター：中村明博
- ディレクター：安倍洋平、石岡孝利、横田哲平、福侑子
- 制作協力：産経映画社
- 制作：フジテレビニュース総局スポーツ局スポーツ制作センター
- 制作著作：フジテレビジョン

## ネット局
| 放送地域   | 放送局                      | 系列           | 放送日時                     |
| ---------- | --------------------------- | -------------- | ---------------------------- |
| 関東広域圏 | フジテレビ（CX） （制作局） | フジテレビ系列 | 日曜 1:15 - 1:45（土曜深夜） |
| 北海道     | 北海道文化放送（UHB）       | フジテレビ系列 | 日曜 1:15 - 1:45（土曜深夜） |
| 宮城県     | 仙台放送（OX）              | フジテレビ系列 | 日曜 1:15 - 1:45（土曜深夜） |
| 福島県     | 福島テレビ（FTV）           | フジテレビ系列 | 日曜 1:15 - 1:45（土曜深夜） |
| 新潟県     | NST新潟総合テレビ（NST）    | フジテレビ系列 | 日曜 1:15 - 1:45（土曜深夜） |
| 長野県     | 長野放送（NBS）             | フジテレビ系列 | 日曜 1:15 - 1:45（土曜深夜） |
| 静岡県     | テレビ静岡（SUT）           | フジテレビ系列 | 日曜 1:15 - 1:45（土曜深夜） |